# Proclossiana asiatica
Proclossiana asiatica är en fjärilsart som beskrevs av Otto Staudinger 1901. Proclossiana asiatica ingår i släktet Proclossiana och familjen praktfjärilar. Inga underarter finns listade i Catalogue of Life.